# Mohamed Rebahi
Mohamed Rebahi (ar. محمد رباحي ;ur. 27 stycznia 1986) – algierski judoka.
Startował w Pucharze Świata w 2015. Piąty na igrzyskach afrykańskich w 2019. Trzykrotny medalista mistrzostw Afryki w latach 2014 - 2021.